# Holthuserheide
Holthuserheide ist ein Ortsteil der Stadt Weener im ostfriesischen Rheiderland. Im Ort lebten am 31. Dezember 2017 fast 400 Einwohner. Ortsvorsteher ist Gerrit Dreesmann.

## Geschichte
Die Besiedelung des Ortes begann am Ende des 19. Jahrhunderts auf einem bis dahin unerschlossenen Moorgebiet westlich von Holthusen. Erstmals ist der Ort auf einer Karte aus dem Jahre 1805 unter dem heutigen Namen verzeichnet. Er ist eine Zusammensetzung des Namens der Ursprungssiedlung mit Heide und stellt damit eine für die Region übliche Bezeichnung für eine auf der ehemaligen Gemeindeweide neu angelegte Kolonie dar. Der Ort wuchs schnell und war 1848 mit 352 Einwohnern bereits größer als das Mutterdorf.